# 쿤라트 야코프 테밍크

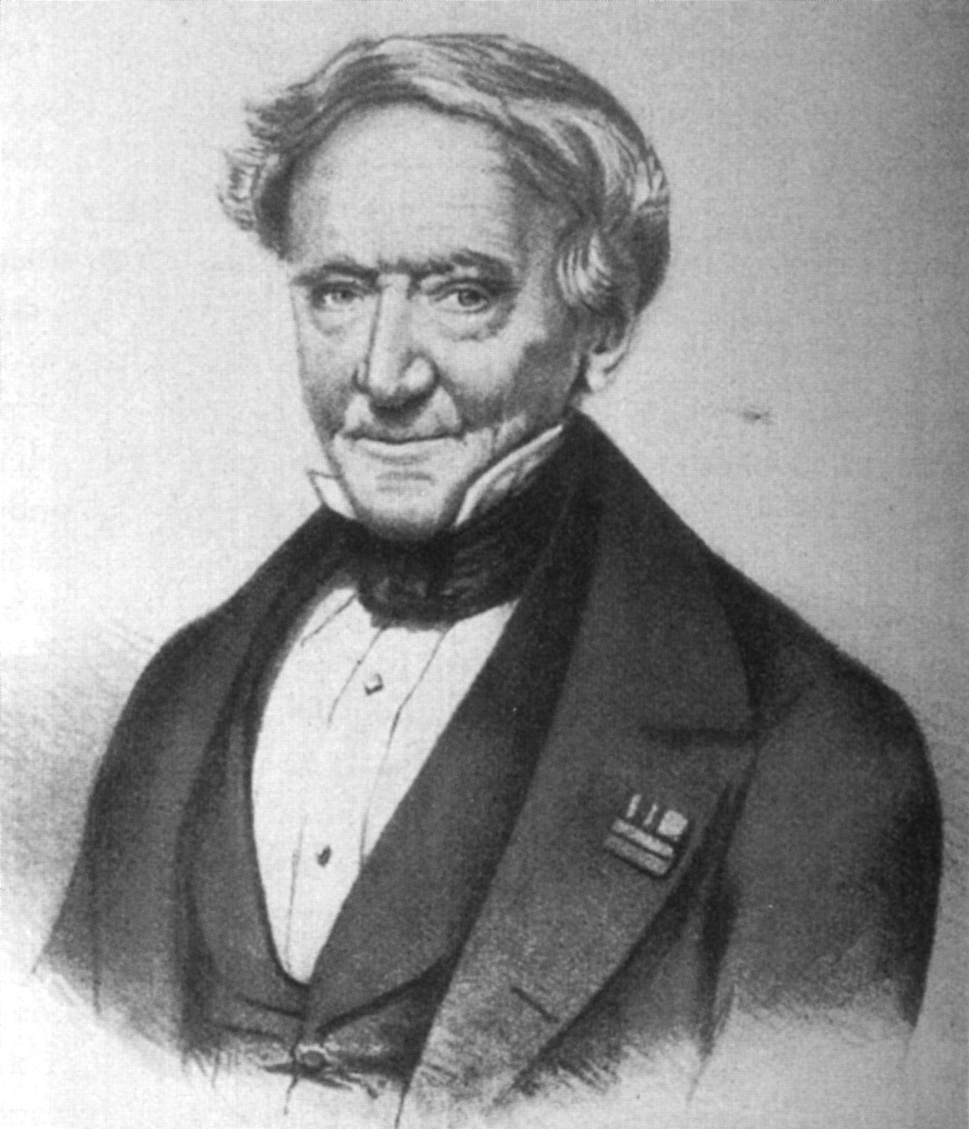

쿤라트 야코프 테밍크(네덜란드어: Coenraad Jacob Temminck [ˈkunraːt ˈjaːkɔp ˈtɛmɪŋk][*]: 1778년 3월 31일 - 1858년 1월 30일)는 네덜란드의 귀족, 동물학자, 박물관장이다.